# Pekka Himanen
Pekka Himanen (Helsinki, 19 de noviembre de 1973) es un filósofo finlandés, doctor por la Universidad de Helsinki. 

## Biografía
Pekka Himanen nació en la ciudad de Helsinki, principal puerto y capital de Finlandia. Comenzó a programar a la edad de 12 años, obsesionándose con las computadoras y la tecnología. Se dispuso a investigar la relación de ésta con el hombre y cómo transforma su relación con el mundo, estudiando Filosofía en la Universidad de Helsinki. Obtuvo el grado de doctor a los 20 años.
Himanen ha trabajado como investigador en Finlandia, Inglaterra y Japón, además en las Universidades estadounidenses de Stanford y Berkeley. Ha actuado como asesor en asuntos sobre la sociedad de la información en los distintos gobiernos finlandeses, y en compañías como Nokia. Actualmente se desempeña como profesor en la Universidad Aalto.
Es además conocido en el mundo de la cultura por sus relaciones con los artistas vanguardistas y los medios de comunicación. Incluso ha sido convertido en personaje de una obra de teatro estrenada en Finlandia en 1996 y en el mismo Soho londinense en otoño del 2001.
Ese mismo año, pública su obra más difundida, La ética del hacker y el espíritu de la era de la información.

## El fenómeno finlandés
Finlandia es un país que se ha vuelto modelo a nivel mundial en muchos aspectos. En primer punto, Finlandia demuestra que es posible alcanzar un estado posindustrial, de mano de servicios avanzados y un estado de bienestar potenciado y de calidad. Una evidencia de esto es que allí se establecen compañías como Nokia o Linux, triunfando un capitalismo informacional pero también un modelo de software libre.
En un segundo punto, y a la base de lo anterior, se encuentra el sistema educativo finlandés.
El sistema educacional de Finlandia consta de menos horas de clases en salón, además de menos tareas en casa para los alumnos y una gran estima a la docencia. La base de dicho sistema está en la gratuidad, con el acceso universal a ésta y una flexibilidad con el mundo profesional y social muy rara de encontrar en otros modelos educativos.
Construyéndose sobre la confianza, fomenta y fortalece el aprendizaje autónomo de los alumnos, adoptando un compromiso con el desarrollo y calidad docente, el modelo finlandés ha alcanzado los primeros lugares a nivel mundial, siendo considerado el mejor sistema educativo según la evaluación del informe PISA el año 2003, consolidándose como una propuesta de calidad y de excelencia.

## Pensamiento

### La importancia de la educación
Sin duda, uno de los puntos más tratados por Himanen en su obra es la educación. Y es que, criado en un modelo educativo como es el finlandés, sabe darle la importancia que se merece a la correcta formación intelectual de los jóvenes y niños.  En palabras del mismo autor, el centro de la idea es ser apasionadamente creativo por lo que haces, cosa que según el mismo Himanen, puede ser aplicado a cualquier campo de trabajo.
Según Himanen, los chicos son todos originalmente hackers.
En su vida, mientras ha trabajado en escuelas para niños, Himanen dice notar que no se trata de crear algo nuevo, pues las interrogantes y el espíritu curioso, necesario para ser hacker, ya está en ellos.  Incluso el proceso de aprendizaje resultan ser similar; comienzas por encontrar algo lleno de sentido, procedes de allí a hacerte preguntas, de formular ideas de forma critica, todo siempre relacionándose con el sentido que motiva la investigación en esta búsqueda de respuestas.
La verdadera pregunta entonces no es qué enseñar, sino cómo criar a los niños. La escuela o la universidad deben ayudar a encontrar las pasiones, sus motivaciones y la creatividad necesaria para poder desarrollarla. Himanen considera que la educación es el principal espacio para esto, pues es allí donde se pueden da la igualdad de condiciones y oportunidades para desarrollar el potencial.

### Tecnología, innovación y economía

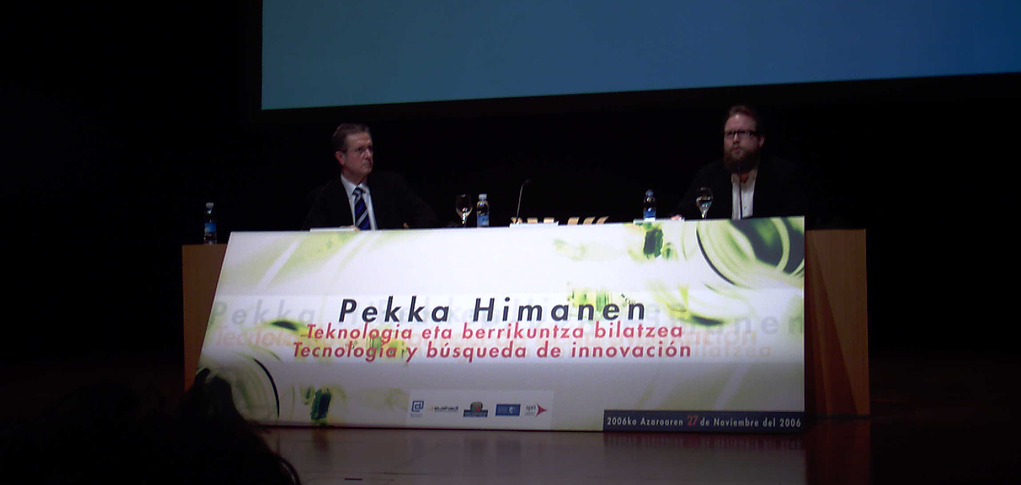
Conferencia celebrada en Bilbao el pasado 27 de noviembre de 2006 dentro del Business Global Conference y Vizkaia Empresa Digitala

Para que una economía sea competitiva en el escenario mundial, debe contar sin dudas con la tecnología de su parte. Himanen considera que existen tres pilares fundamentales en la economía global actualmente, el americano, el asiático y el europeo, cada uno con guion diferente para un escenario futuro.
El primero de ellos, el americano, es un guion al estilo de película de Hollywood en donde dice que todo acaba bien, con un final muy feliz, muy bonito. Este modelo, dice Himanen, apuesta mucho a la innovación, que es lo que ha logrado que cuente con éxito. Sin embargo, concentra la mayoría de los fondos de investigación y desarrollo en el mundo.
Por su parte, el modelo asiático es representando por China, la cual, si bien no había sido una potencia desde la Revolución Industrial, ha vuelto a lograr tasas de crecimiento económico cercanas al 10% de la mano de la tecnología en pos de la economía.
Por último, el modelo europeo es asemejado al de un guion trágico, en donde el final es conocido y se convertirá en una residencia para mayores. Sin embargo, este pensamiento no está totalmente plasmado y las empresas europeas pueden tener éxito.
Lo que está ocurriendo actualmente es un cambio, el cambio desde una economía industrial a una tecnológica. Y para que este cambio se lleva a cabo con éxito, debe ser un proceso que se lleve a cabo no solamente en lo puramente económico, sino que debe ir desde los procesos de innovación e investigación, pasando por el sector público y el estado, hasta tomar también la tradición empresarial que esté presente.
Pensando en esto, Himanen postula el modelo finlandés como alternativo a los tres modelos rigentes. El modelo finlandés se basa principalmente en ser capaz de combinar la competitividad y la innovación con la legitimidad basada en una inclusión social. Pensando en ello, pública junto a Manuel Castells El Estado del bienestar y la sociedad de la información: El modelo finlandés el año 2002.

## Obras

### La ética hacker
En su obra más difundida, La ética del hacker y el espíritu de la era de la información (2001),  desarrolla en extenso los fundamentos y consecuencias de la ética hacker avanzando más allá de las aventuras y anécdotas cibernéticas. En ella, logra señalar qué es lo que hace singulares a los hackers, tratando de remover la estereotipada imagen que se posee de ellos.
La ética del hacker difiere en esencia del capitalismo, pero a su vez también del comunismo, debido a que posee una actitud antiautoritaria, acompañada de una férrea defensa por la privacidad y una creencia enfocada en lo individualista. En palabras del autor, el hackerismo vive "en la misma anarquía en que puede vivir la ciencia." Con ello, quiere decir que cualquier persona puede investigar sobre cualquier tema, que solo algunas investigaciones sean seleccionadas y reconocidas por comités para su publicación y valoración. Añade además, que al hacer público un trabajo, el científico expone su conocimiento y el cómo lo obtuvo.
Considerando la Ley de Linus, Himanen indica que las actividades humanas, que en un comienzo respondían a la necesidad por sobrevivir, se han vuelto cada vez más complejas, hasta llegar a responder a una determinación de nuestra forma de vivir, es decir, al motivo de la pasión que cada uno posee hacia su trabajo.
Himanen apunta a comprender el núcleo del informacionalismo, extendiendo las ideas presentadas por Manuel Castells en su trilogía La Era de la información. Como alternativa a la ética de trabajo protestante que caracterizaba al capitalismo industrial, propone una ética hacker basada en un ciber-comunitarismo. Sus tres características principales son:
- Una actitud entusiasta y apasionada hacia el trabajo que se disfruta.
- El desarrollo de la creatividad y las capacidades, en equipos que se forman de manera espontánea.
- El deseo de compartir con una comunidad que tiene objetivos comunes, junto con la necesidad de adquirir reconocimiento de la propia "tribu": los frutos del trabajo son donados a todo el mundo para contribuir a desarrollos adicionales.

Himanen también hace una diferencia entre hackers y crackers, siendo estos últimos aquellos que esparcen virus informáticos para robar información o sabotear páginas o sitios de internet. Sin embargo, los hackers son también crackers cuando se oponen e intentan destruir el orden del trabajo que actúa como algo opresivo y reglamentado.

### Elmodelo finlandés
Himanen es coautor de El Estado del bienestar y la sociedad de la información: El modelo finlandés (2002), obra que comparte con Manuel Castells. En dicho libro, analizan el caso de Finlandia como ejemplo exitoso de inserción en un mundo globalizado, de la mano del desarrollo de la sociedad de la información, manteniendo el contrato social entre el estado y la sociedad, con una distribución de esos beneficios de forma bastante homogénea. Así pues, demuestran cómo, en contraposición a Estados Unidos, la globalización de su economía no se traduce en una desigualdad social que se refleja en el aumento de la marginalidad de los individuos más desprotegidos por el Estado. En la metamorfosis finlandesa, se demuestran como elementos clave: la identidad ciudadana finlandesa reforzada por el informacionalismo, la habilidad del Estado para conjugar el desarrollo de esa identidad mediante la promoción de la sociedad de la información, las sinergias con los sectores privados y públicos, así como entre estos.
La tesis con la que trabajan los autores es la de la existencia de una sociedad de la información, la cual estaría presente en una gran diversidad de modelos sociales y también culturales. Las sociedades de la información se encontrarían esparcidas en el mundo, de la misma forma que la sociedad industrial se estableció desde Estados Unidos hasta la Unión Soviética o incluso Japón.
Algunos sectores que son mencionados en la obra como representantes de esta nueva forma de pensar son Silicon Valley y Singapur. Empero, los autores describen cómo estos lugares han sido estudiados desde los aspectos económicos y sociales, dándoseles gran audiencia mediática e intelectual. Por ello, centran su vista en un modelo también exitoso, pero poco reconocido; el modelo finlandés.
Los puntos de interés que hacen de Finlandia un atractivo a analizar son tres: en primer lugar, se trata de un modelo que ha crecido económicamente hasta situarse entre los principales del mundo, de la mano del desarrollo tecnológico, a la vez que se diferencia marcadamente de los lugares como Silicon Valley u otras potencias asiáticas en lo referido a las características sociales e institucionales que surgen a partir de esto. En un segundo lugar, la importancia dada al Estado del Bienestar en Finlandia la hacen ser el centro de preguntas para entender su papel en el desarrollo de una sociedad informacional, preguntas como ¿el Estado del bienestar es una fuerza que contribuye al pleno desarrollo del informacionalismo? deben ser respondidas desde la investigación y no desde la ideología, según los escritores. Por último, sabido es que la creciente globalización choca con la identidad nacional, aunque en Finlandia se produce un caso contradictorio, en donde se pueden hallar aspectos globalizados de la mano de una fuerte identidad nacional y cultural, la cual, según los autores, daría la facilidad al Estado para intervenir en la creación de una sociedad de la información.
Principalmente, la relación entre el Estado de bienestar con la sociedad informacional es el punto que ambos escritores se disponen a analizar. Siendo esto lo más característico del país europeo,  la obra se apresta a comparar un modelo como el finlandés, con educación gratuita y una de las menores tasas de pobreza en el mundo, frente a otras potencias como Estados Unidos o Singapur, en aspectos económicos, sociales y tecnológicos.

### Reconceptualizar el desarrollo
Su reciente obra, Reconceptualizar el desarrollo en la era de la información global (2014), fue escrita nuevamente en conjunto con Manuel Castells. El libro busca generar un enfoque del desarrollo centrado en la dignidad. Partiendo de que un abordaje unidimensional resulta insuficiente, los autores plantean un análisis integral que tome en consideración la reciprocidad entre producción económica, cultura y bienestar humano, lo que categorizan como tres tipos de desarrollo: Informático-Cultural-Humano.
- Desarrollo Informático: Supone riqueza material o de recursos a partir de un proceso de producción. Este desarrollo implica ahondar en la organización en redes, para permitir un mejoramiento en los procesos de producción, mejorando las capacidades de transformar información en conocimiento, es decir, del saber-hacer. Depende de otros factores como la calidad del trabajo, de la educación y por supuesto, de la vida.
- Desarrollo Humano:  Un correcto uso de los recursos obtenidos en el proceso de producción es necesario para el bienestar y mejorar la calidad de vida de las personas de acuerdo a los valores que cada sociedad posea. Esto, a su vez, implica crear leyes, establecer procedimientos y reglas con el fin de obtener una mejora en la toma de decisiones. El Desarrollo Humano incluye servicios como la salud, educación, seguridad, vivienda, trabajo, entre otros.
- Desarrollo Cultural: Refiere a la identidad que forma la sociedad, asumiendo sus dinámicas sociales y económicas.  Se trabaja el desarrollo cultural como un puente que permita que las decisiones logren una mejor relación entre el desarrollo económico y humano, sin caer en favorecer ciertos aspectos y desfavorecer en ello sectores sociales o económicos.

Ambos autores comienzan planteando que existen dos razones principales por las que la vida de las personas se ven mejoradas:
1. La difusión tecnológica y la utilización de forma de organización en red, logrando que nuevos países y sectores se unan a un mercado global creciente y
2. el brindar acceso a la información y comunicación, con el fin de que esto es fundamental para producir, intercambiar y dar servicios sociales.[11]

La idea de dignidad como desarrollo, implicaría una teoría constructivista, la cual pone énfasis en los actores sociales; sus capacidades y subjetividades, dándoles la autonomía necesaria para tomar decisiones y lograr deliberaciones públicas.
Una correspondencia entre estos elementos permitiría una aproximación al enfoque de la dignidad. Los objetivos de este enfoque serían incrementar la agencia de los actores, adherirse a un desarrollo intercultural inclusivo, fortalecer las capacidades económicas para interactuar en redes de organización, repensar la asociación entre mercados, estados y sociedades y conceptualizar una cultura de relaciones por dignidad.
Himanen concluye la tesis sobre dignidad, estableciéndola como un valor fundamental para lograr libertad y justicia, propone incorporar el concepto de dignidad a las teorías del desarrollo, como un valor fundamental y universal que nos permite alcanzar la libertad y la justicia.
Establece que se considera la existencia de justicia dentro de las sociedades debido a que todos los seres humanos tienen la misma dignidad; el mismo valor. La libertad también se vería afectada por esta idea, pues este planteamiento de la dignidad establecería que todos merecemos la libertad, criticando en la obra lo dicho por Amartya Sen, ya que este no explicaría el por qué la gente debe ser libre.
Otra crítica hecha a Sen y John Rawls es que dejan mucho de lado el ambiente. Según Himanen, la dignidad es el corazón de la ética, lo que implicaría el uso de la empatía en las relaciones ya que el Otro tiene un valor al igual que yo. No obstante, la dignidad no pretende ser moralista, pues elementos de la moral, como deshorna o envidia son opuestos a la idea de dignidad.

## Libros seleccionados
- La ética del hacker y el espíritu de la era de la información. 2001
- El Estado del bienestar y la sociedad de la información: El modelo finlandés. Madrid: Alianza Editorial. 2002. (en colaboración con Manuel Castells).
- Reconceptualizing Development in the Global Information Age. Oxford University Press, 2014. (en colaboración con Manuel Castells).